# Знаки почтовой оплаты СССР (1954)
Зна́ки почто́вой опла́ты СССР (1954) — перечень (каталог) знаков почтовой оплаты (почтовых марок), введённых в обращение дирекцией по изданию и экспедированию знаков почтовой оплаты Министерства связи СССР в 1954 году.

## Список коммеморативных (памятных) марок
Порядок следования элементов в таблице соответствует номеру по каталогу марок СССР (ЦФА), в скобках приведены номера по каталогу «Михель».
| № по каталогу                          | Изображение | Описание и источники                                                                  | Номинал   | Дата выпуска      | Тираж     | Художник     |
| -------------------------------------- | ----------- | ------------------------------------------------------------------------------------- | --------- | ----------------- | --------- | ------------ |
| (ЦФА [АО «Марка»] № 1744) (Mi #1692A)  |             | 125 лет со дня смерти А. С. Грибоедова: - Портрет А. С. Грибоедова, лиловая.          | 0,40 руб. | 4 марта 1954 года | 2 000 000 | Иван Дубасов |
| (ЦФА [АО «Марка»] № 1744А) (Mi #1692C) |             | 125 лет со дня смерти А. С. Грибоедова: - Портрет А. С. Грибоедова, лиловая.          | 0,40 руб. | 4 марта 1954 года | 2 000 000 | Иван Дубасов |
| (ЦФА [АО «Марка»] № 1745) (Mi #1693A)  |             | 125 лет со дня смерти А. С. Грибоедова: - Портрет А. С. Грибоедова, чёрно-коричневая. | 1,00 руб. | 4 марта 1954 года | 2 000 000 | Иван Дубасов |
| (ЦФА [АО «Марка»] № 1745А) (Mi #1693C) |             | 125 лет со дня смерти А. С. Грибоедова: - Портрет А. С. Грибоедова, чёрно-коричневая. | 1,00 руб. | 4 марта 1954 года | 2 000 000 | Иван Дубасов |

## Восьмой выпуск стандартных марок (1948—1958)
В 1954 году продолжена эмиссия стандартных марок восьмого выпуска (1948—1958): была переиздана марка «Лётчик» выпуска 1949 года, однако был несколько изменён цвет и уменьшен размер рисунка. Марки печатались офсетным способом.
| № по каталогу                                | Изображение | Описание и источники                   | Номинал   | Дата выпуска     | Тираж    | Художник         |
| -------------------------------------------- | ----------- | -------------------------------------- | --------- | ---------------- | -------- | ---------------- |
| (ЦФА [АО «Марка»] № 1381-Iа) (Mi #1333-IIIa) |             | Лётчик, синяя (рисунок 14,25×21,0 мм). | 0,25 руб. | апрель 1954 года | массовый | Василий Завьялов |

## Комментарии
1. ↑  Ниже приведён перечень памятных художественных марок (с возможностью сортировки по номиналу, тиражу и дате введения в обращение).
2. ↑  «125 лет со дня смерти А. С. Грибоедова»: портрет А. С. Грибоедова, лиловая на кремовом фоне. Глубокая печать на бумаге с цветным фоном, перфорирована: линейная зубцовка 12½ (на каждые 2 сантиметра края марки приходится 12½ зубцов). В марочных листах 40 (10×4) марок[2][6][7].
3. 1 2  Суммарный тираж разновидностей марок  (ЦФА [АО «Марка»] № 1744) и  (ЦФА [АО «Марка»] № 1744А)[6].
4. ↑  «125 лет со дня смерти А. С. Грибоедова»: портрет А. С. Грибоедова, лиловая на кремовом фоне. Разновидность марки  (ЦФА [АО «Марка»] № 1744) с комбинированной зубцовкой. Глубокая печать на бумаге с цветным фоном, перфорирована: комбинированная линейная зубцовка 12½:12 (на каждые 2 сантиметра края марки приходится 12½:12 зубцов). В марочных листах 40 (10×4) марок[2][6][7].
5. ↑  «125 лет со дня смерти А. С. Грибоедова»: портрет А. С. Грибоедова, чёрно-коричневая на бледно-зелёном фоне. Глубокая печать на бумаге с цветным фоном, перфорирована: линейная зубцовка 12½ (на каждые 2 сантиметра края марки приходится 12½ зубцов). В марочных листах 40 (10×4) марок[2][6][7].
6. 1 2  Суммарный тираж разновидностей марок  (ЦФА [АО «Марка»] № 1745) и  (ЦФА [АО «Марка»] № 1745А)[6].
7. ↑  «125 лет со дня смерти А. С. Грибоедова»: портрет А. С. Грибоедова, чёрно-коричневая на бледно-зелёном фоне. Разновидность марки  (ЦФА [АО «Марка»] № 1745) с комбинированной зубцовкой. Глубокая печать на бумаге с цветным фоном, перфорирована: комбинированная линейная зубцовка 12½:12 (на каждые 2 сантиметра края марки приходится 12½:12 зубцов). В марочных листах 40 (10×4) марок[2][6][7].
8. ↑  Лётчик, синяя, размер рисунка 14,25×21,0 мм. Штриховой офсет на простой бумаге, перфорирована: комбинированная гребенчатая зубцовка 12:12½ (на каждые 2 сантиметра края марки приходится 12:12½ зубцов). В марочных листах по 100 (10×10) экземпляров[8][9][10].
9. ↑  Точная дата начала эмиссии не указана в каталогах[9][10].